# Nadeschda Borissowna Kossarewa
Nadeschda Borissowna Kossarewa (russisch Надежда Борисовна Косарева; * 27. September 1955 in Moskau) ist eine sowjetische bzw. russische Ökonomin und Hochschullehrerin.

## Leben
Das Studium an der Lomonossow-Universität Moskau (MGU) in der Ökonomie-Fakultät schloss Kossarewa 1979 in der Fachrichtung Volkswirtschaftsplanung ab. Es folgte die Aspirantur am Moskauer Institut für Systemforschung der Akademie der Wissenschaften der UdSSR (AN-SSSR, seit 1991 Russische Akademie der Wissenschaften (RAN)), die sie 1986 abschloss. Ihre Dissertation über Probleme der Systemanalyse der Wechselwirkungen von sozialer Infrastruktur und persönlichem Konsum verteidigte sie 1984 mit Erfolg für die Promotion zur Kandidatin der ökonomischen Wissenschaften. Darauf wurde sie Mitarbeiterin des Instituts für Systemforschung.
Kossarewa wurde 1986 wissenschaftliche Senior-Mitarbeiterin des Moskauer Instituts für Volkswirtschaft-Prognostizierung der AN-SSSR. Im Rahmen eines Programms zur Entwicklung des Wohnungswesen Russlands der United States Agency for International Development arbeitete sie 1992–1995 als Beraterin im Urban Institute in Washington, D.C.
Mit anderen gründete Kossarewa 1995 die Stiftung Institut für Ökonomie der Stadt, das sie seitdem leitet.
Kossarewa ist Mitglied des Expertenrats bei der Russischen Regierung sowie Mitglied in diversen Räten und Kommissionen für wirtschaftliche Entwicklung und insbesondere für Wohnungswesen der russischen Regierung und der Stadt Moskau. Sie beteiligt sich an der Erarbeitung vieler gesetzlicher Maßnahmen zur Wohnungspolitik und -finanzierung, zu Hypotheken und staatlichen Zuschüssen, zur lokalen Selbstverwaltung und zur sozioökonomischen Entwicklung der Städte.
Seit 2002 ist Kossarewa leitende wissenschaftliche Professorin der Wyssokowski-Hochschule für Urbanistik sowie Professorin des Lehrstuhls für Stadtökonomie und -verwaltung der Moskauer Hochschule für Ökonomie (WSchE) und wissenschaftliche Senior-Mitarbeiterin des Laboratoriums für Fachmarktforschung der WSchE.